# Répertoire (art)
Pour les articles homonymes, voir Répertoire.
Le répertoire, dans le domaine des arts du spectacle, notamment le théâtre ou la musique, est soit une liste d'œuvres de même nature, soit une liste d'œuvres, associée à un interprète, ou bien à un lieu de spectacle. 
Par extension, le terme désigne l'ensemble des œuvres devenues classiques (au sens étymologique de « digne d'être un modèle d'enseignement ») : on dit d'une œuvre qu'elle « entre dans le répertoire » dès lors que sa qualité la fait apprécier d'un grand nombre d'interprètes. Ainsi, en musique savante occidentale, on parle du « grand répertoire » pour les œuvres les plus fréquemment jouées.

## Définition

### Evolution sémantique
Les premières mentions de répertoire apparaissent au cours du xviie siècle dans le monde théâtral avec la Comédie-Française, pour des ouvrages chantés ou parlés, mais jamais pour des œuvres musicales seules. Il est alors un terme technique à usage interne pour ce théâtre en particulier, et désigne en particulier le bulletin où est inscrite la programmation de la semaine à venir, recensant les ouvrages qui y seront joués. On parle alors d'inscrire un spectacle sur le répertoire, qui définit des règles et engage les comédiens qui signent le répertoire qu'ils joueront. Durant le cours du xviiie siècle, son sens évolue et désigne depuis le fonds — les œuvres enregistrées — d'un théâtre. En cela, le terme ne définit plus des ouvrages qui seront joués mais à l'inverse qui ne plus des nouveautés de la scène. Par ailleurs, la notion comprend désormais un aspect juridique puisqu'elle implique des ouvrages qui ont été définitivement achetés par le théâtre. La Révolution française va accentuer cet aspect car la Comédie-Française va par la suite déclarer les pièces achetées de la même manière qu'un bien meuble, donc renforcer l'idée d'un « répertoire-fonds ».
Jusqu'au début du xixe siècle, la notion de répertoire recouvre exclusivement le domaine théâtral. Le début des années 1800 va être témoin d'un changement d'acception du terme de répertoire vers une implication croissante des œuvres musicales. La partition, à l'instar du texte d'une pièce de théâtre, est progressivement considérée comme une œuvre à part entière, et la notion de répertoire évolue depuis le concept pragmatique d'un fonds spécifique à une institution vers l'idée abstraite d'une somme généralisée des ouvrages d'une période, d'une origine ou d'un genre. Il ne s'agit alors pas encore tout à fait de donner un terme générique à une liste d'œuvres, sens qui émerge au cours du siècle, le répertoire étant toujours attaché à la représentation théâtrale ou lyrique.

## Différents aspects

### Une catégorie d'œuvre
Dans ce premier sens, le répertoire constitue une catégorie d'œuvres partageant un certain nombre de traits communs : une même époque, un même courant artistique, un même auteur (ou compositeur), un même instrument, les mêmes qualités techniques requises, un même style, etc.
Par exemple, en matière de musique, on pourra parler du « répertoire baroque », du « répertoire français de la fin du XIXe siècle », du « répertoire vocal de la Renaissance », etc. ; en matière de théâtre, on pourra parler du « répertoire comique », du « répertoire anglais », du « répertoire de boulevard », etc.

### Un artiste
Dans ce deuxième sens, le répertoire renvoie à un ensemble de rôles ou d'emplois habituellement interprétés par un artiste.
Par exemple, on pourra parler du « répertoire de telle cantatrice », du « répertoire de tel chef d'orchestre », du « répertoire de tel pianiste », du « répertoire de tel comédien », etc.

### Un lieu de spectacle
Dans ce troisième sens, le répertoire désigne un ensemble d'œuvres régulièrement mises au programme d'une salle, ou plus largement, d'un lieu de spectacle.
Par exemple, on pourra parler du « répertoire de tel opéra », du « répertoire de tel théâtre », du « répertoire de tel festival de musique », du « répertoire de telle salle de concert », etc.